# مسمن (نبات)
مُسَمّن أو سَاجِيْنَة (الاسم العلمي: Sagina)، جنس نباتات عشبية مُزهرة من فصيلة القرنفلية. يتكون الجنس من 20-30 نوعًا. هذه الأعشاب المزهرة أصيلة في المناطق المعتدلة في نصف الكرة الشمالي الممتدة جنوبًا إلى المناطق الجبلية الاستوائية على ارتفاعات عالية، وتصل إلى الجنوب من خط الاستواء في أفريقيا.

## الأنواع
من أنواعها:
- ساجينة زباء
- ساجينة ذربة
- ساجينة منبسطة